# Jan Timman
Jan Timman (* 14. prosince 1951, Amsterdam) je nizozemský šachový velmistr. V 80. letech 20. století byl považován za nejlepšího nesovětského hráče a byl znám i pod přezdívkou „The Best of the West“ (česky Nejlepší ze Západu).
Devětkrát vyhrál nizozemský šachový šampionát, několikrát se zúčastnil turnaje kandidátů. V roce 1993 prohrál zápas o titul mistra světa proti Anatoliji Karpovovi.

## Život a šachová kariéra
Jeho otcem byl profesor matematiky Rein Timman, matka Anneke byla studentkou matematiky a žákyní bývalého mistra světa Maxe Euweho. Jan Timman byl velkým šachovým talentem. Na Mistrovství světa juniorů 1967 v Jeruzalémě skončil jako patnáctiletý na třetím místě.
Titul mezinárodního mistra získal v roce 1971, v roce 1974 získal titul velmistra, a to jako třetí Nizozemec po Maxu Euwem a Janu Heinu Donnerovi. Ve stejném roce poprvé vyhrál nizozemský šampionát, o rok později skončil druhý.
Jeho prvním větším mezinárodním úspěchem bylo sdílené první místo s Michailem Talem, Gennadijem Kuzminem a László Szabóem v Hastingsu na přelomu let 1973 a 1974. Následně vyhrál několik turnajů: v Somboru v roce 1974 (s Borisem Gulkem), v Netanji v roce 1975, v Reykjavíku v roce 1976 (s Friðrikem Ólafssonem), v Amsterdamu v roce 1978, v Nikšići v roce 1978, a v Bledu/Portoroži v roce 1979.
V roce 1982 se Jan Timman dostal na druhé místo světového žebříčku, první byl Anatolij Karpov. V 80. letech vyhrál Timman několik mezinárodních turnajů, například turnaj IBM v Amsterdamu v roce 1981, turnaje ve Wijku aan Zee v letech 1981 a 1985, turnaj v Linares v roce 1988, Euweho memoriál v roce 1989, světový pohár v Rotterdamu v roce 1989, turnaj v Las Palmas v roce 1981, turnaj v Mar del Plata v roce 1982, turnaj v Bugojnu v roce 1984 nebo turnaj v Sarajevu v roce 1984. 
Jedním z Timmanových nejpozoruhodnějších úspěchů v pozdější části jeho kariéry byl 2. turnaj Immopar v rapid šachu v roce 1991. V tomto vyřazovacím turnaji porazil Gatu Kamskyho 1½ – ½, Karpova 2–0, Višvanáthana Ánanda 1½ – ½ a nakonec mistra světa Garriho Kasparova 1½ – ½. Vyhrál tak první cenu, která činila přibližně 75 000 USD.

### Vyzyvatel mistra světa
Timman se zúčastnil pásmových turnajů v Helsinkách v roce 1972 a v Reykjavíku v roce 1975, tehdy ještě ale nepostoupil. Až po vítězství v Amsterdamu v roce 1978 se kvalifikoval na mezipásmový turnaj v Riu de Janeiro, ze kterého se mu však nepodařilo dále postoupit. V roce 1985 však již mezipásmový turnaj, tentokrát v Taxcu, přesvědčivě vyhrál a kvalifikoval se na turnaj kandidátů. Zde v prvním kole prohrál s Arturem Jusupovem. Poté, co v roce 1987 vyhrál mezipásmový turnaj v Tilburgu, porazil v roce 1990 na turnaji kandidátů Valerije Salova, Lajose Portische a Jonathana Speelmana, ve finále ale prohrál s Anatolijem Karpovem. Do finále turnaje kandidátů se opět dostal v roce 1993, kdy porazil Roberta Hübnera, Viktora Korčného a Artura Jusupova, nakonec ale prohrál s Nigelem Shortem. Timman byl následně Anatolijem Karpovem vyzván na zápas o titul mistra světa. Ten Timman prohrál 12½ – 8½.

### Šachové olympiády

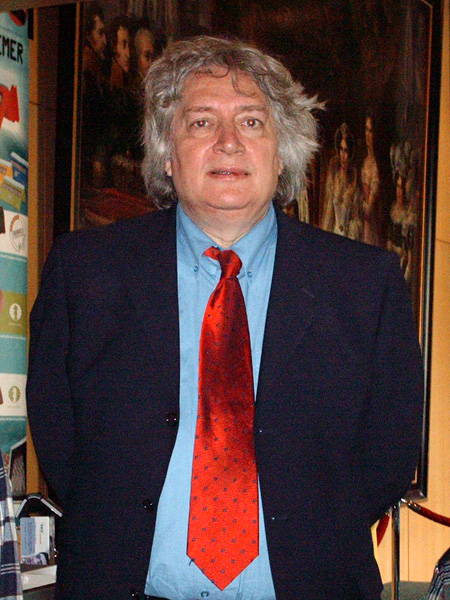
Timman v Haagu v roce 2007

Jan Timman mezi lety 1972 a 2004 reprezentoval Nizozemsko na celkem 13 šachových olympiádách, přičemž na první šachovnici hrál na 11 z nich. V roce 1976 získal zlatou medaili za nejlepší individuální výkon na této šachovnici.

### Pozdější kariéra
Jan Timman hraje i nadále aktivně. V roce 2004 se umístil na prvním místě v turnaji v Reykjavíku a byl na druhém místě v Amsterdamu. V roce 2005 získal s nizozemským týmem zlaté medaile na mistrovství Evropy v šachu v Göteborgu, vedle Loeka van Welyho, Ivana Sokolova, Sergeje Tivjakova a Erika van den Doela. V roce 2006 vyhrál turnaj Sigeman v Malmö ve Švédsku a byl druhý na Memoriálu Howarda Stauntona v Londýně.

## Publikace
Jan Timman je jedním z šéfredaktorů časopisu New In Chess. Jeho kniha The Art of Chess Analysis je považována za jednu z moderních klasik šachové literatury. Jeho ostatní knihy zahrnují Timman's Selected Games (1995), Studies and games (1996), Fischer, World Champion! (2002), Power Chess with Pieces: The Ultimate Guide to the Bishops Pair & Strong Knights (2004), Botvinnik's Secret Games (2006), On the Attack: The Art of Attacking Chess According to the Modern Masters (2006) a Curaçao 1962: The Battle of Minds That Shook the Chess World (2007).

## Styl hry
Timmanův herní styl byl popisován jako nebojácný. Tato nebojácnost mu přinesla mnoho proher, ale také z něj činila obávaného soupeře. Šachový historik Raymond Keene popsal Timmanův herní styl jako „bojovnický ve formě Emanuela Laskera“.
Jeho repertoár zahájení byl vždy velmi pestrý, hrál zahájení různých systémů jak bílými, tak černými. Když v 70. letech dosáhl světové úrovně, bylo to poměrně neobvyklé, protože většina elitních velmistrů používala repertoár, který byl velmi úzce zaměřen.

### Příklad partie
|   | a | b | c | d | e | f | g | h |   |
| 8 | c7 černý dáma · f7 černý pěšec · c6 černý pěšec · f6 černý král · g6 černý pěšec · h6 černý pěšec · d5 bílý pěšec · e5 černý pěšec · a4 černý střelec · b4 bílý pěšec · a3 černý věž · b3 bílý střelec · c3 bílý dáma · h3 bílý pěšec · g2 bílý pěšec · e1 bílý věž · g1 bílý král | c7 černý dáma · f7 černý pěšec · c6 černý pěšec · f6 černý král · g6 černý pěšec · h6 černý pěšec · d5 bílý pěšec · e5 černý pěšec · a4 černý střelec · b4 bílý pěšec · a3 černý věž · b3 bílý střelec · c3 bílý dáma · h3 bílý pěšec · g2 bílý pěšec · e1 bílý věž · g1 bílý král | c7 černý dáma · f7 černý pěšec · c6 černý pěšec · f6 černý král · g6 černý pěšec · h6 černý pěšec · d5 bílý pěšec · e5 černý pěšec · a4 černý střelec · b4 bílý pěšec · a3 černý věž · b3 bílý střelec · c3 bílý dáma · h3 bílý pěšec · g2 bílý pěšec · e1 bílý věž · g1 bílý král | c7 černý dáma · f7 černý pěšec · c6 černý pěšec · f6 černý král · g6 černý pěšec · h6 černý pěšec · d5 bílý pěšec · e5 černý pěšec · a4 černý střelec · b4 bílý pěšec · a3 černý věž · b3 bílý střelec · c3 bílý dáma · h3 bílý pěšec · g2 bílý pěšec · e1 bílý věž · g1 bílý král | c7 černý dáma · f7 černý pěšec · c6 černý pěšec · f6 černý král · g6 černý pěšec · h6 černý pěšec · d5 bílý pěšec · e5 černý pěšec · a4 černý střelec · b4 bílý pěšec · a3 černý věž · b3 bílý střelec · c3 bílý dáma · h3 bílý pěšec · g2 bílý pěšec · e1 bílý věž · g1 bílý král | c7 černý dáma · f7 černý pěšec · c6 černý pěšec · f6 černý král · g6 černý pěšec · h6 černý pěšec · d5 bílý pěšec · e5 černý pěšec · a4 černý střelec · b4 bílý pěšec · a3 černý věž · b3 bílý střelec · c3 bílý dáma · h3 bílý pěšec · g2 bílý pěšec · e1 bílý věž · g1 bílý král | c7 černý dáma · f7 černý pěšec · c6 černý pěšec · f6 černý král · g6 černý pěšec · h6 černý pěšec · d5 bílý pěšec · e5 černý pěšec · a4 černý střelec · b4 bílý pěšec · a3 černý věž · b3 bílý střelec · c3 bílý dáma · h3 bílý pěšec · g2 bílý pěšec · e1 bílý věž · g1 bílý král | c7 černý dáma · f7 černý pěšec · c6 černý pěšec · f6 černý král · g6 černý pěšec · h6 černý pěšec · d5 bílý pěšec · e5 černý pěšec · a4 černý střelec · b4 bílý pěšec · a3 černý věž · b3 bílý střelec · c3 bílý dáma · h3 bílý pěšec · g2 bílý pěšec · e1 bílý věž · g1 bílý král | 8 |
| 7 | c7 černý dáma · f7 černý pěšec · c6 černý pěšec · f6 černý král · g6 černý pěšec · h6 černý pěšec · d5 bílý pěšec · e5 černý pěšec · a4 černý střelec · b4 bílý pěšec · a3 černý věž · b3 bílý střelec · c3 bílý dáma · h3 bílý pěšec · g2 bílý pěšec · e1 bílý věž · g1 bílý král | c7 černý dáma · f7 černý pěšec · c6 černý pěšec · f6 černý král · g6 černý pěšec · h6 černý pěšec · d5 bílý pěšec · e5 černý pěšec · a4 černý střelec · b4 bílý pěšec · a3 černý věž · b3 bílý střelec · c3 bílý dáma · h3 bílý pěšec · g2 bílý pěšec · e1 bílý věž · g1 bílý král | c7 černý dáma · f7 černý pěšec · c6 černý pěšec · f6 černý král · g6 černý pěšec · h6 černý pěšec · d5 bílý pěšec · e5 černý pěšec · a4 černý střelec · b4 bílý pěšec · a3 černý věž · b3 bílý střelec · c3 bílý dáma · h3 bílý pěšec · g2 bílý pěšec · e1 bílý věž · g1 bílý král | c7 černý dáma · f7 černý pěšec · c6 černý pěšec · f6 černý král · g6 černý pěšec · h6 černý pěšec · d5 bílý pěšec · e5 černý pěšec · a4 černý střelec · b4 bílý pěšec · a3 černý věž · b3 bílý střelec · c3 bílý dáma · h3 bílý pěšec · g2 bílý pěšec · e1 bílý věž · g1 bílý král | c7 černý dáma · f7 černý pěšec · c6 černý pěšec · f6 černý král · g6 černý pěšec · h6 černý pěšec · d5 bílý pěšec · e5 černý pěšec · a4 černý střelec · b4 bílý pěšec · a3 černý věž · b3 bílý střelec · c3 bílý dáma · h3 bílý pěšec · g2 bílý pěšec · e1 bílý věž · g1 bílý král | c7 černý dáma · f7 černý pěšec · c6 černý pěšec · f6 černý král · g6 černý pěšec · h6 černý pěšec · d5 bílý pěšec · e5 černý pěšec · a4 černý střelec · b4 bílý pěšec · a3 černý věž · b3 bílý střelec · c3 bílý dáma · h3 bílý pěšec · g2 bílý pěšec · e1 bílý věž · g1 bílý král | c7 černý dáma · f7 černý pěšec · c6 černý pěšec · f6 černý král · g6 černý pěšec · h6 černý pěšec · d5 bílý pěšec · e5 černý pěšec · a4 černý střelec · b4 bílý pěšec · a3 černý věž · b3 bílý střelec · c3 bílý dáma · h3 bílý pěšec · g2 bílý pěšec · e1 bílý věž · g1 bílý král | c7 černý dáma · f7 černý pěšec · c6 černý pěšec · f6 černý král · g6 černý pěšec · h6 černý pěšec · d5 bílý pěšec · e5 černý pěšec · a4 černý střelec · b4 bílý pěšec · a3 černý věž · b3 bílý střelec · c3 bílý dáma · h3 bílý pěšec · g2 bílý pěšec · e1 bílý věž · g1 bílý král | 7 |
| 6 | c7 černý dáma · f7 černý pěšec · c6 černý pěšec · f6 černý král · g6 černý pěšec · h6 černý pěšec · d5 bílý pěšec · e5 černý pěšec · a4 černý střelec · b4 bílý pěšec · a3 černý věž · b3 bílý střelec · c3 bílý dáma · h3 bílý pěšec · g2 bílý pěšec · e1 bílý věž · g1 bílý král | c7 černý dáma · f7 černý pěšec · c6 černý pěšec · f6 černý král · g6 černý pěšec · h6 černý pěšec · d5 bílý pěšec · e5 černý pěšec · a4 černý střelec · b4 bílý pěšec · a3 černý věž · b3 bílý střelec · c3 bílý dáma · h3 bílý pěšec · g2 bílý pěšec · e1 bílý věž · g1 bílý král | c7 černý dáma · f7 černý pěšec · c6 černý pěšec · f6 černý král · g6 černý pěšec · h6 černý pěšec · d5 bílý pěšec · e5 černý pěšec · a4 černý střelec · b4 bílý pěšec · a3 černý věž · b3 bílý střelec · c3 bílý dáma · h3 bílý pěšec · g2 bílý pěšec · e1 bílý věž · g1 bílý král | c7 černý dáma · f7 černý pěšec · c6 černý pěšec · f6 černý král · g6 černý pěšec · h6 černý pěšec · d5 bílý pěšec · e5 černý pěšec · a4 černý střelec · b4 bílý pěšec · a3 černý věž · b3 bílý střelec · c3 bílý dáma · h3 bílý pěšec · g2 bílý pěšec · e1 bílý věž · g1 bílý král | c7 černý dáma · f7 černý pěšec · c6 černý pěšec · f6 černý král · g6 černý pěšec · h6 černý pěšec · d5 bílý pěšec · e5 černý pěšec · a4 černý střelec · b4 bílý pěšec · a3 černý věž · b3 bílý střelec · c3 bílý dáma · h3 bílý pěšec · g2 bílý pěšec · e1 bílý věž · g1 bílý král | c7 černý dáma · f7 černý pěšec · c6 černý pěšec · f6 černý král · g6 černý pěšec · h6 černý pěšec · d5 bílý pěšec · e5 černý pěšec · a4 černý střelec · b4 bílý pěšec · a3 černý věž · b3 bílý střelec · c3 bílý dáma · h3 bílý pěšec · g2 bílý pěšec · e1 bílý věž · g1 bílý král | c7 černý dáma · f7 černý pěšec · c6 černý pěšec · f6 černý král · g6 černý pěšec · h6 černý pěšec · d5 bílý pěšec · e5 černý pěšec · a4 černý střelec · b4 bílý pěšec · a3 černý věž · b3 bílý střelec · c3 bílý dáma · h3 bílý pěšec · g2 bílý pěšec · e1 bílý věž · g1 bílý král | c7 černý dáma · f7 černý pěšec · c6 černý pěšec · f6 černý král · g6 černý pěšec · h6 černý pěšec · d5 bílý pěšec · e5 černý pěšec · a4 černý střelec · b4 bílý pěšec · a3 černý věž · b3 bílý střelec · c3 bílý dáma · h3 bílý pěšec · g2 bílý pěšec · e1 bílý věž · g1 bílý král | 6 |
| 5 | c7 černý dáma · f7 černý pěšec · c6 černý pěšec · f6 černý král · g6 černý pěšec · h6 černý pěšec · d5 bílý pěšec · e5 černý pěšec · a4 černý střelec · b4 bílý pěšec · a3 černý věž · b3 bílý střelec · c3 bílý dáma · h3 bílý pěšec · g2 bílý pěšec · e1 bílý věž · g1 bílý král | c7 černý dáma · f7 černý pěšec · c6 černý pěšec · f6 černý král · g6 černý pěšec · h6 černý pěšec · d5 bílý pěšec · e5 černý pěšec · a4 černý střelec · b4 bílý pěšec · a3 černý věž · b3 bílý střelec · c3 bílý dáma · h3 bílý pěšec · g2 bílý pěšec · e1 bílý věž · g1 bílý král | c7 černý dáma · f7 černý pěšec · c6 černý pěšec · f6 černý král · g6 černý pěšec · h6 černý pěšec · d5 bílý pěšec · e5 černý pěšec · a4 černý střelec · b4 bílý pěšec · a3 černý věž · b3 bílý střelec · c3 bílý dáma · h3 bílý pěšec · g2 bílý pěšec · e1 bílý věž · g1 bílý král | c7 černý dáma · f7 černý pěšec · c6 černý pěšec · f6 černý král · g6 černý pěšec · h6 černý pěšec · d5 bílý pěšec · e5 černý pěšec · a4 černý střelec · b4 bílý pěšec · a3 černý věž · b3 bílý střelec · c3 bílý dáma · h3 bílý pěšec · g2 bílý pěšec · e1 bílý věž · g1 bílý král | c7 černý dáma · f7 černý pěšec · c6 černý pěšec · f6 černý král · g6 černý pěšec · h6 černý pěšec · d5 bílý pěšec · e5 černý pěšec · a4 černý střelec · b4 bílý pěšec · a3 černý věž · b3 bílý střelec · c3 bílý dáma · h3 bílý pěšec · g2 bílý pěšec · e1 bílý věž · g1 bílý král | c7 černý dáma · f7 černý pěšec · c6 černý pěšec · f6 černý král · g6 černý pěšec · h6 černý pěšec · d5 bílý pěšec · e5 černý pěšec · a4 černý střelec · b4 bílý pěšec · a3 černý věž · b3 bílý střelec · c3 bílý dáma · h3 bílý pěšec · g2 bílý pěšec · e1 bílý věž · g1 bílý král | c7 černý dáma · f7 černý pěšec · c6 černý pěšec · f6 černý král · g6 černý pěšec · h6 černý pěšec · d5 bílý pěšec · e5 černý pěšec · a4 černý střelec · b4 bílý pěšec · a3 černý věž · b3 bílý střelec · c3 bílý dáma · h3 bílý pěšec · g2 bílý pěšec · e1 bílý věž · g1 bílý král | c7 černý dáma · f7 černý pěšec · c6 černý pěšec · f6 černý král · g6 černý pěšec · h6 černý pěšec · d5 bílý pěšec · e5 černý pěšec · a4 černý střelec · b4 bílý pěšec · a3 černý věž · b3 bílý střelec · c3 bílý dáma · h3 bílý pěšec · g2 bílý pěšec · e1 bílý věž · g1 bílý král | 5 |
| 4 | c7 černý dáma · f7 černý pěšec · c6 černý pěšec · f6 černý král · g6 černý pěšec · h6 černý pěšec · d5 bílý pěšec · e5 černý pěšec · a4 černý střelec · b4 bílý pěšec · a3 černý věž · b3 bílý střelec · c3 bílý dáma · h3 bílý pěšec · g2 bílý pěšec · e1 bílý věž · g1 bílý král | c7 černý dáma · f7 černý pěšec · c6 černý pěšec · f6 černý král · g6 černý pěšec · h6 černý pěšec · d5 bílý pěšec · e5 černý pěšec · a4 černý střelec · b4 bílý pěšec · a3 černý věž · b3 bílý střelec · c3 bílý dáma · h3 bílý pěšec · g2 bílý pěšec · e1 bílý věž · g1 bílý král | c7 černý dáma · f7 černý pěšec · c6 černý pěšec · f6 černý král · g6 černý pěšec · h6 černý pěšec · d5 bílý pěšec · e5 černý pěšec · a4 černý střelec · b4 bílý pěšec · a3 černý věž · b3 bílý střelec · c3 bílý dáma · h3 bílý pěšec · g2 bílý pěšec · e1 bílý věž · g1 bílý král | c7 černý dáma · f7 černý pěšec · c6 černý pěšec · f6 černý král · g6 černý pěšec · h6 černý pěšec · d5 bílý pěšec · e5 černý pěšec · a4 černý střelec · b4 bílý pěšec · a3 černý věž · b3 bílý střelec · c3 bílý dáma · h3 bílý pěšec · g2 bílý pěšec · e1 bílý věž · g1 bílý král | c7 černý dáma · f7 černý pěšec · c6 černý pěšec · f6 černý král · g6 černý pěšec · h6 černý pěšec · d5 bílý pěšec · e5 černý pěšec · a4 černý střelec · b4 bílý pěšec · a3 černý věž · b3 bílý střelec · c3 bílý dáma · h3 bílý pěšec · g2 bílý pěšec · e1 bílý věž · g1 bílý král | c7 černý dáma · f7 černý pěšec · c6 černý pěšec · f6 černý král · g6 černý pěšec · h6 černý pěšec · d5 bílý pěšec · e5 černý pěšec · a4 černý střelec · b4 bílý pěšec · a3 černý věž · b3 bílý střelec · c3 bílý dáma · h3 bílý pěšec · g2 bílý pěšec · e1 bílý věž · g1 bílý král | c7 černý dáma · f7 černý pěšec · c6 černý pěšec · f6 černý král · g6 černý pěšec · h6 černý pěšec · d5 bílý pěšec · e5 černý pěšec · a4 černý střelec · b4 bílý pěšec · a3 černý věž · b3 bílý střelec · c3 bílý dáma · h3 bílý pěšec · g2 bílý pěšec · e1 bílý věž · g1 bílý král | c7 černý dáma · f7 černý pěšec · c6 černý pěšec · f6 černý král · g6 černý pěšec · h6 černý pěšec · d5 bílý pěšec · e5 černý pěšec · a4 černý střelec · b4 bílý pěšec · a3 černý věž · b3 bílý střelec · c3 bílý dáma · h3 bílý pěšec · g2 bílý pěšec · e1 bílý věž · g1 bílý král | 4 |
| 3 | c7 černý dáma · f7 černý pěšec · c6 černý pěšec · f6 černý král · g6 černý pěšec · h6 černý pěšec · d5 bílý pěšec · e5 černý pěšec · a4 černý střelec · b4 bílý pěšec · a3 černý věž · b3 bílý střelec · c3 bílý dáma · h3 bílý pěšec · g2 bílý pěšec · e1 bílý věž · g1 bílý král | c7 černý dáma · f7 černý pěšec · c6 černý pěšec · f6 černý král · g6 černý pěšec · h6 černý pěšec · d5 bílý pěšec · e5 černý pěšec · a4 černý střelec · b4 bílý pěšec · a3 černý věž · b3 bílý střelec · c3 bílý dáma · h3 bílý pěšec · g2 bílý pěšec · e1 bílý věž · g1 bílý král | c7 černý dáma · f7 černý pěšec · c6 černý pěšec · f6 černý král · g6 černý pěšec · h6 černý pěšec · d5 bílý pěšec · e5 černý pěšec · a4 černý střelec · b4 bílý pěšec · a3 černý věž · b3 bílý střelec · c3 bílý dáma · h3 bílý pěšec · g2 bílý pěšec · e1 bílý věž · g1 bílý král | c7 černý dáma · f7 černý pěšec · c6 černý pěšec · f6 černý král · g6 černý pěšec · h6 černý pěšec · d5 bílý pěšec · e5 černý pěšec · a4 černý střelec · b4 bílý pěšec · a3 černý věž · b3 bílý střelec · c3 bílý dáma · h3 bílý pěšec · g2 bílý pěšec · e1 bílý věž · g1 bílý král | c7 černý dáma · f7 černý pěšec · c6 černý pěšec · f6 černý král · g6 černý pěšec · h6 černý pěšec · d5 bílý pěšec · e5 černý pěšec · a4 černý střelec · b4 bílý pěšec · a3 černý věž · b3 bílý střelec · c3 bílý dáma · h3 bílý pěšec · g2 bílý pěšec · e1 bílý věž · g1 bílý král | c7 černý dáma · f7 černý pěšec · c6 černý pěšec · f6 černý král · g6 černý pěšec · h6 černý pěšec · d5 bílý pěšec · e5 černý pěšec · a4 černý střelec · b4 bílý pěšec · a3 černý věž · b3 bílý střelec · c3 bílý dáma · h3 bílý pěšec · g2 bílý pěšec · e1 bílý věž · g1 bílý král | c7 černý dáma · f7 černý pěšec · c6 černý pěšec · f6 černý král · g6 černý pěšec · h6 černý pěšec · d5 bílý pěšec · e5 černý pěšec · a4 černý střelec · b4 bílý pěšec · a3 černý věž · b3 bílý střelec · c3 bílý dáma · h3 bílý pěšec · g2 bílý pěšec · e1 bílý věž · g1 bílý král | c7 černý dáma · f7 černý pěšec · c6 černý pěšec · f6 černý král · g6 černý pěšec · h6 černý pěšec · d5 bílý pěšec · e5 černý pěšec · a4 černý střelec · b4 bílý pěšec · a3 černý věž · b3 bílý střelec · c3 bílý dáma · h3 bílý pěšec · g2 bílý pěšec · e1 bílý věž · g1 bílý král | 3 |
| 2 | c7 černý dáma · f7 černý pěšec · c6 černý pěšec · f6 černý král · g6 černý pěšec · h6 černý pěšec · d5 bílý pěšec · e5 černý pěšec · a4 černý střelec · b4 bílý pěšec · a3 černý věž · b3 bílý střelec · c3 bílý dáma · h3 bílý pěšec · g2 bílý pěšec · e1 bílý věž · g1 bílý král | c7 černý dáma · f7 černý pěšec · c6 černý pěšec · f6 černý král · g6 černý pěšec · h6 černý pěšec · d5 bílý pěšec · e5 černý pěšec · a4 černý střelec · b4 bílý pěšec · a3 černý věž · b3 bílý střelec · c3 bílý dáma · h3 bílý pěšec · g2 bílý pěšec · e1 bílý věž · g1 bílý král | c7 černý dáma · f7 černý pěšec · c6 černý pěšec · f6 černý král · g6 černý pěšec · h6 černý pěšec · d5 bílý pěšec · e5 černý pěšec · a4 černý střelec · b4 bílý pěšec · a3 černý věž · b3 bílý střelec · c3 bílý dáma · h3 bílý pěšec · g2 bílý pěšec · e1 bílý věž · g1 bílý král | c7 černý dáma · f7 černý pěšec · c6 černý pěšec · f6 černý král · g6 černý pěšec · h6 černý pěšec · d5 bílý pěšec · e5 černý pěšec · a4 černý střelec · b4 bílý pěšec · a3 černý věž · b3 bílý střelec · c3 bílý dáma · h3 bílý pěšec · g2 bílý pěšec · e1 bílý věž · g1 bílý král | c7 černý dáma · f7 černý pěšec · c6 černý pěšec · f6 černý král · g6 černý pěšec · h6 černý pěšec · d5 bílý pěšec · e5 černý pěšec · a4 černý střelec · b4 bílý pěšec · a3 černý věž · b3 bílý střelec · c3 bílý dáma · h3 bílý pěšec · g2 bílý pěšec · e1 bílý věž · g1 bílý král | c7 černý dáma · f7 černý pěšec · c6 černý pěšec · f6 černý král · g6 černý pěšec · h6 černý pěšec · d5 bílý pěšec · e5 černý pěšec · a4 černý střelec · b4 bílý pěšec · a3 černý věž · b3 bílý střelec · c3 bílý dáma · h3 bílý pěšec · g2 bílý pěšec · e1 bílý věž · g1 bílý král | c7 černý dáma · f7 černý pěšec · c6 černý pěšec · f6 černý král · g6 černý pěšec · h6 černý pěšec · d5 bílý pěšec · e5 černý pěšec · a4 černý střelec · b4 bílý pěšec · a3 černý věž · b3 bílý střelec · c3 bílý dáma · h3 bílý pěšec · g2 bílý pěšec · e1 bílý věž · g1 bílý král | c7 černý dáma · f7 černý pěšec · c6 černý pěšec · f6 černý král · g6 černý pěšec · h6 černý pěšec · d5 bílý pěšec · e5 černý pěšec · a4 černý střelec · b4 bílý pěšec · a3 černý věž · b3 bílý střelec · c3 bílý dáma · h3 bílý pěšec · g2 bílý pěšec · e1 bílý věž · g1 bílý král | 2 |
| 1 | c7 černý dáma · f7 černý pěšec · c6 černý pěšec · f6 černý král · g6 černý pěšec · h6 černý pěšec · d5 bílý pěšec · e5 černý pěšec · a4 černý střelec · b4 bílý pěšec · a3 černý věž · b3 bílý střelec · c3 bílý dáma · h3 bílý pěšec · g2 bílý pěšec · e1 bílý věž · g1 bílý král | c7 černý dáma · f7 černý pěšec · c6 černý pěšec · f6 černý král · g6 černý pěšec · h6 černý pěšec · d5 bílý pěšec · e5 černý pěšec · a4 černý střelec · b4 bílý pěšec · a3 černý věž · b3 bílý střelec · c3 bílý dáma · h3 bílý pěšec · g2 bílý pěšec · e1 bílý věž · g1 bílý král | c7 černý dáma · f7 černý pěšec · c6 černý pěšec · f6 černý král · g6 černý pěšec · h6 černý pěšec · d5 bílý pěšec · e5 černý pěšec · a4 černý střelec · b4 bílý pěšec · a3 černý věž · b3 bílý střelec · c3 bílý dáma · h3 bílý pěšec · g2 bílý pěšec · e1 bílý věž · g1 bílý král | c7 černý dáma · f7 černý pěšec · c6 černý pěšec · f6 černý král · g6 černý pěšec · h6 černý pěšec · d5 bílý pěšec · e5 černý pěšec · a4 černý střelec · b4 bílý pěšec · a3 černý věž · b3 bílý střelec · c3 bílý dáma · h3 bílý pěšec · g2 bílý pěšec · e1 bílý věž · g1 bílý král | c7 černý dáma · f7 černý pěšec · c6 černý pěšec · f6 černý král · g6 černý pěšec · h6 černý pěšec · d5 bílý pěšec · e5 černý pěšec · a4 černý střelec · b4 bílý pěšec · a3 černý věž · b3 bílý střelec · c3 bílý dáma · h3 bílý pěšec · g2 bílý pěšec · e1 bílý věž · g1 bílý král | c7 černý dáma · f7 černý pěšec · c6 černý pěšec · f6 černý král · g6 černý pěšec · h6 černý pěšec · d5 bílý pěšec · e5 černý pěšec · a4 černý střelec · b4 bílý pěšec · a3 černý věž · b3 bílý střelec · c3 bílý dáma · h3 bílý pěšec · g2 bílý pěšec · e1 bílý věž · g1 bílý král | c7 černý dáma · f7 černý pěšec · c6 černý pěšec · f6 černý král · g6 černý pěšec · h6 černý pěšec · d5 bílý pěšec · e5 černý pěšec · a4 černý střelec · b4 bílý pěšec · a3 černý věž · b3 bílý střelec · c3 bílý dáma · h3 bílý pěšec · g2 bílý pěšec · e1 bílý věž · g1 bílý král | c7 černý dáma · f7 černý pěšec · c6 černý pěšec · f6 černý král · g6 černý pěšec · h6 černý pěšec · d5 bílý pěšec · e5 černý pěšec · a4 černý střelec · b4 bílý pěšec · a3 černý věž · b3 bílý střelec · c3 bílý dáma · h3 bílý pěšec · g2 bílý pěšec · e1 bílý věž · g1 bílý král | 1 |
|   | a | b | c | d | e | f | g | h |   |

 Tato partie se hrála mezi Janem Timmanem a Garrim Kasparovem v Hilversu 17. prosince 1985. Je dobrou ukázkou Timmanova způsobu hry:
Jan Timman vs. Garri Kasparov, Hilversum 1985; Ruy Lopez, Zajcevova varianta: 1.e4 e5 2.Jf3 Jc6 3.Sb5 a6 4.Sa4 Jf6 5.0-0 Se7 6.Ve1 b5 7.Sb3 d6 8.c3 0-0 9.h3 Sb7 10.d4 Ve8 11.Jg5 Vf8 12.Jf3 Ve8 13.Jbd2 Sf8 14.a3 h6 15.Sc2 Nb8 16.b4 Jbd7 17.Sb2g6 18.c4 exd4 19. cxb5 axb5 20.Jxd4 c6 21.a4 bxa4 22.Sxa4 Db6 23.Jc2 Dc7 24.Sb3 Sa6 25. Vc1 Sg7 26.Je3 Sb5 27.Jd5 Jxd5 28.Sxg7 Kxg7 29.exd5 Je5 30.Je4 Jd3 31.Dd2 Va3 32.Jf6 Vxe1+ 33.Vxe1 Kxf6 34.Dc3+ Je5 35.f4 Sa4 36.fxe5 dxe5 37.d6 Dxd6 38.Df3 + Ke7 39.Dxf7 + Kd8 40.Vd1 Va1 41.Df6+
1–0

## Osobní život
Oženil se dvakrát, z prvního manželství má syna a dceru.